# Zoe Hobbs
Zoe Hobbs (née le 11 septembre 1997) est une athlète néo-zélandaise, spécialiste du sprint, d’origine maorie.

## Carrière
Le 26 janvier 2019, elle porte à Hastings son record personnel sur 100 m à 11 s 37 (+ 1,8 m/s).
Elle remporte la médaille d’or du 100 m lors des Championnats d'Océanie 2019 à Townsville, titre continental lui permettant de se qualifier pour les championnats du monde. Lors des mondiaux à Doha, fin septembre, elle ne passe pas le cap des séries du 100 m (11 s 56) et du 200 m (23 s 94)
En 2021 elle égale deux fois le record de Nouvelle-Zélande, détenu par Michelle Seymour depuis 1993 en 11 s 32, avant de le battre en fin d'année avec 11 s 27 (+ 1,7 m/s).
En 2022 elle porte son record à 11 s 21 puis 11 s 15 à Hastings.
Le 18 mars 2022, aux championnats du monde en salle, à Belgrade (Serbie), elle bat le record d'Océanie du 60 m en salle, en 7 s 13, précédemment détenu par l'Australienne Sally Pearson.
Le 7 juin 2022, elle conserve son titre continental en battant le record d'Océanie du 100 m en 11 s 09 (+ 0,8 m/s). Sixième du Meeting de Paris en 11 s 10, elle améliore d'un centième son record continental en séries des championnats du monde à Eugene, en 11 s 08 (+ 0,7 m/s) puis finit cinquième de sa demi-finale en 11 s 13.
Début août, elle atteint la finale des Jeux du Commonwealth de Birmingham et termine à la 6e place en 11 s 19, après avoir réalisé 11 s 09 en séries et 11 s 15 en demi-finale.
Le 3 mars 2023, à Wellington, Zoe Hobbs commence sa saison aux championnats nationaux, améliorant en séries d'un centième son record d'Océanie, en 11 s 07 (+ 1,8 m/s) puis en remportant le titre en finale en 10 s 89 (+ 3,4 m/s), devenant la première océanienne à courir sous les 11 secondes, toutes conditions de vent. La semaine suivante, lors du Sydney Track Classic, à Sydney en Australie, Hobbs remporte le 100 m en 10 s 97 (+ 0,5 m/s) et établit officiellement un nouveau record d'Océanie de la discipline, pour devenir de manière légale la première océanienne à casser la barrière des 11 secondes. Elle établit par ailleurs provisoirement la meilleure performance mondiale de l'année. 
Le 5 mai, la Néo-zélandaise concourt à son premier meeting international de l'année, lors de la Doha Diamond League, et y prend la 5e place en 11 s 08. La semaine suivante, elle finit 2e du Kip Keino Classic de Nairobi, au Kenya, en 10 s 97, mais trop venté pour l'homologation (+ 2,5 m/s). Le 21, elle s'impose au Seiko Golden Grand Prix de Yokohama en 11 s 20 (- 0,4 m/s). 
Le 2 juillet, profitant des conditions venteuses et d'altitude de La Chaux-de-Fonds, elle améliore lors des séries son propre record d'Océanie en 10 s 96 (+ 2,0 m/s), et remporte la finale en 11 s 13. Son nouveau record lui permet de réussir les minimas qualificatifs pour les Jeux olympiques de 2024 à Paris, où elle sera la première néo-zélandaise alignée sur le 100 m depuis 1972. 

## Palmarès
| Date | Compétition                    | Lieu       | Résultat | Epreuve   | Temps   |
| ---- | ------------------------------ | ---------- | -------- | --------- | ------- |
| 2019 | Championnats d'Océanie         | Townsville | 1re      | 100 m     | 11 s 56 |
| 2019 | Championnats d'Océanie         | Townsville | 2e       | 200 m     | 23 s 68 |
| 2019 | Universiade                    | Naples     | 8e       | 100 m     | 11 s 55 |
| 2019 | Universiade                    | Naples     | 7e       | 200 m     | 23 s 52 |
| 2019 | Universiade                    | Naples     | 3e       | 4 x 100 m | 44 s 24 |
| 2022 | Championnats d'Océanie         | Mackay     | 1re      | 100 m     | 11 s 09 |
| 2022 | Jeux du Commonwealth           | Birmingham | 6e       | 100 m     | 11 s 19 |
| 2024 | Championnats du monde en salle | Glasgow    | 4e       | 60 m      | 7 s 06  |

### National
|           | 2017 | 2018 | 2019 | 2020 | 2021 | 2022 | 2023 |
| 100 m     | 1re  | 1re  | 1re  | 1re  | 1re  | 1re  | 1re  |
| 200 m     | 1re  | 3e   | 1re  | 1re  | 2e   | –    | –    |
| 4 x 100 m | 2e   | 1re  | –    | –    | –    | –    | –    |
| 4 x 400 m | –    | –    | –    | –    | 1re  | –    | –    |

## Records
| Épreuve | Épreuve   | Temps        | Lieu              | Date            |
| ------- | --------- | ------------ | ----------------- | --------------- |
| 60 m    | En salle  | 7 s 13 (AR)  | Belgrade          | 18 mars 2022    |
| 100 m   | Plein air | 10 s 96 (AR) | La Chaux-de-Fonds | 2 juillet 2023  |
| 200 m   | Plein air | 23 s 19      | Canberra          | 10 février 2019 |